# 夹谷衡
夹谷衡（1149年—1199年6月24日），姓夹谷，本名阿里不，也作阿里补。金朝大臣，女真族。山东西路三土猛安益打把谋克（治今山东省东平县）人。
金世宗大定十三年（1173年），中女真进士，补东平府教授。历任范阳簿，选充国史院编修官，改任应奉翰林文字。世宗称他为“女真进士中才杰之士”，委任他修起居注。大定二十九年（1189年），金章宗即位，为侍御史，左司郎中。明昌二年（1191年），擢升为御史中丞，之后拜参知政事。明昌四年（1193年），金章宗以他有能力，“忠实公方，度其事势，有若权衡”，于是赐他名字为“衡”，任命他为尚书右丞。明昌六年四月初九日（1195年5月20日），转任尚书左丞。承安二年（1197年），出任上京留守，改任枢密副使，规划边界。承安四年正月二十九日（1199年2月25日），夹谷衡被拜为平章政事，封英国公。承安四年五月二十九日（1199年6月24日），去世，谥贞献。

## 延伸阅读
[在维基数据编辑]
 《金史·卷94》，出自脱脱《遼史》